# 2017년 5월
| 2017년: 1월 · 2월 · 3월 · 4월 · 5월 · 6월 · 7월 · 8월 · 9월 · 10월 · 11월 · 12월 |

| \| 2017년 5월 1일 (월요일) \| \| 편집 \|                        |  |      |
| 사회 - 경부선 용산역~대전역 간 ITX-청춘 열차 운행이 개시되었다. |  |      |
| 2017년 5월 1일 (월요일)                                         |  | 편집 |

| 2017년 5월 1일 (월요일) |  | 편집 |

| \| 2017년 5월 2일 (화요일) \| \| 편집 \| |  |      |
| 정치 - 대한민국 제19대 대통령 선거 유승민 후보의 보수 후보 단일화 거부를 명분으로 국회의원 13명이 바른정당을 탈당하고 자유한국당 입당을 선언했다. - 대한민국 제19대 대통령 선거를 위한 제6차 5개 주요 정당의 대선 후보 토론회가 개최되었다. |  |      |
| 2017년 5월 2일 (화요일) |  | 편집 |

| 2017년 5월 2일 (화요일) |  | 편집 |

| \| 2017년 5월 3일 (수요일) \| \| 편집 \| |  |      |
|                                          |  |      |
| 2017년 5월 3일 (수요일)                  |  | 편집 |

| 2017년 5월 3일 (수요일) |  | 편집 |

| \| 2017년 5월 4일 (목요일) \| \| 편집 \| |  |      |
| 정치 - 대한민국 전역에서 대한민국 제19대 대통령 선거의 사전 투표가 진행되었다. 사전 투표는 5월 4일, 5월 5일 이틀 동안 진행된다. - 영국 버킹엄 궁은 엘리자베스 2세(91)의 남편인 에든버러 공작 필립(95)이 오는 8월 왕실의 공무(公務)에서 은퇴한다고 밝혔다. |  |      |
| 2017년 5월 4일 (목요일) |  | 편집 |

| 2017년 5월 4일 (목요일) |  | 편집 |

| \| 2017년 5월 5일 (금요일) \| \| 편집 \| |  |      |
| 정치 - 대한민국 전역에서 대한민국 제19대 대통령 선거의 사전 투표가 진행되었다. 사전 투표는 5월 4일, 5월 5일 이틀 동안 진행되었다. 과학·기술 - 중화인민공화국에서 자체 제작한 여객기인 코맥 C919가 첫 비행에 성공하였다. 상하이 푸둥 국제공항 활주로에서 이륙한 코맥 C919는 바다 위에서 약 1시간 20여 분의 시험 비행을 실시하였다. |  |      |
| 2017년 5월 5일 (금요일) |  | 편집 |

| 2017년 5월 5일 (금요일) |  | 편집 |

| \| 2017년 5월 6일 (토요일) \| \| 편집 \| |  |      |
| 정치 - 2017년 프랑스 대통령 선거 결선 투표가 시작된다. 1차 투표에서 1, 2위를 한 에마뉘엘 마크롱(39, 전진!)과 마린 르 펜(48, 국민전선)에 대한 투표로, 프랑스 본토 및 재외공관에서 실시된다. 재해 - 6일 오후 대한민국 강릉시 성산면, 삼척시 도계읍에서 산불이 발생하였다. 산불은 건조한 날씨와 강풍의 영향으로 삽시간에 인근 임야로 번져나갔으며, 소방 당국은 산불 진화를 위하여 총력을 기울이고 있다. |  |      |
| 2017년 5월 6일 (토요일) |  | 편집 |

| 2017년 5월 6일 (토요일) |  | 편집 |

| \| 2017년 5월 7일 (일요일) \| \| 편집 \| |  |      |
| 정치 - 에마뉘엘 마크롱이 제25대 프랑스 대통령으로 당선되었다. 프랑스 전역에서 실시된 2017년 프랑스 대통령 선거의 결선 투표 결과, 마크롱은 66.1%, 마린 르 펜은 33.9%를 득표하였다. 사고 - 베트남의 잘라이 성에서 버스와 트럭의 추돌사고로 최소 11명이 사망하였다. |  |      |
| 2017년 5월 7일 (일요일) |  | 편집 |

| 2017년 5월 7일 (일요일) |  | 편집 |

| \| 2017년 5월 8일 (월요일) \| \| 편집 \| |  |      |
|                                          |  |      |
| 2017년 5월 8일 (월요일)                  |  | 편집 |

| 2017년 5월 8일 (월요일) |  | 편집 |

| \| 2017년 5월 9일 (화요일) \| \| 편집 \| |  |      |
| 정치 - 대한민국 제19대 대통령 선거 본 투표가 대한민국 전역에서 실시되었다. 개표 결과 더불어민주당의 문재인 후보가 당선되었다. 이에 앞서 사전 투표는 5월 4일과 5월 5일 실시되었으며, 사전 투표율은 26.06%, 최종투표율은 77.2%를 기록하였다. 과학·기술 - 호모 날레디 유골의 생존 시기가 플라이스토세 중기로 나타나, 남아프리카 지역에서 초기 현생 인류와 공존했다는 것이 밝혀졌다. 환경 - 미국 워싱턴주 핸퍼드의 핵 저장소 시설의 터널 중 일부가 붕괴하는 사고가 발생하였다. 방사능과 관련하여 미국 에너지부는 근로자 수백 명에 대하여 공식적인 피난 명령을 내렸다. |  |      |
| 2017년 5월 9일 (화요일) |  | 편집 |

| 2017년 5월 9일 (화요일) |  | 편집 |

| \| 2017년 5월 10일 (수요일) \| \| 편집 \| |  |      |
| 정치 - 대한민국 제19대 대통령 선거의 당선인 문재인이 제19대 대한민국의 대통령에 공식 취임하였다. 19대 대선은 박근혜 대통령 탄핵으로 치러진 보궐 선거로, 신임 대통령은 대통령직 인수위원회를 구성하는 준비절차 없이, 곧바로 집무에 들어간다. |  |      |
| 2017년 5월 10일 (수요일) |  | 편집 |

| 2017년 5월 10일 (수요일) |  | 편집 |

| \| 2017년 5월 11일 (목요일) \| \| 편집 \| |  |      |
|                                           |  |      |
| 2017년 5월 11일 (목요일)                  |  | 편집 |

| 2017년 5월 11일 (목요일) |  | 편집 |

| \| 2017년 5월 12일 (금요일) \| \| 편집 \| |  |      |
| 과학·기술 - 사상 최대의 랜섬웨어 공격으로 전세계 99개국의 컴퓨터 12여만대가 감염되어 피해를 입었다. 감염된 컴퓨터에서는 20개의 언어로 비트코인을 지급하면 풀어주겠다는 메시지가 발생하였다. |  |      |
| 2017년 5월 12일 (금요일) |  | 편집 |

| 2017년 5월 12일 (금요일) |  | 편집 |

| \| 2017년 5월 13일 (토요일) \| \| 편집 \| |  |      |
| - 포르투갈의 가수 살바도르 소브랄이 유로비전 송 콘테스트 2017에서 우승하였다. 유로비전 송 콘테스트는 유럽 최대의 음악 경연으로 2017년 대회는 우크라이나 키예프에서 열렸다. |  |      |
| 2017년 5월 13일 (토요일) |  | 편집 |

| 2017년 5월 13일 (토요일) |  | 편집 |

| \| 2017년 5월 14일 (일요일) \| \| 편집 \| |  |      |
| 정치 - 에마뉘엘 마크롱이 제25대 프랑스 대통령에 취임하였다. 군사 - 조선민주주의인민공화국에서 탄도 미사일을 발사하였다. 미사일은 황해에서 발사되어 약 30분동안 800 km를 비행, 동해상의 일본 배타적 경제 수역에 떨어진 것으로 추정된다. |  |      |
| 2017년 5월 14일 (일요일) |  | 편집 |

| 2017년 5월 14일 (일요일) |  | 편집 |

| \| 2017년 5월 15일 (월요일) \| \| 편집 \| |  |      |
|                                           |  |      |
| 2017년 5월 15일 (월요일)                  |  | 편집 |

| 2017년 5월 15일 (월요일) |  | 편집 |

| \| 2017년 5월 16일 (화요일) \| \| 편집 \| |  |      |
|                                           |  |      |
| 2017년 5월 16일 (화요일)                  |  | 편집 |

| 2017년 5월 16일 (화요일) |  | 편집 |

| \| 2017년 5월 17일 (수요일) \| \| 편집 \| |  |      |
| 정치 - 아일랜드의 티셔흐(총리)인 엔다 케니가 여당인 피너 게일 대표직 사임 의사를 밝혔다. 다만 총리직은 차기 총리가 선출될 때까지 유지한다. 사법 - 첼시 매닝이 복역 7년 만에 석방되었다. 매닝은 당초 이라크전 관련 기밀 누설 혐의로 35년형을 선고받았으나, 지난 2017년 1월에 감형 조치되어 7년으로 줄었다. 당시 대통령이었던 버락 오바마는 매닝을 포함한 209명에 대하여 감형 조치하고, 64명을 사면하였다. |  |      |
| 2017년 5월 17일 (수요일) |  | 편집 |

| 2017년 5월 17일 (수요일) |  | 편집 |

| \| 2017년 5월 18일 (목요일) \| \| 편집 \| |  |      |
| 국제 관계 - 더불어민주당의 문희상 의원이 일본에 특사로 파견되어 문재인 대통령의 친서를 전달하고, 아베 신조 일본 총리와 면담을 가졌다. 부고 - 미국의 기타리스트이자 싱어송라이터인 크리스 코넬이 사망하였다. |  |      |
| 2017년 5월 18일 (목요일) |  | 편집 |

| 2017년 5월 18일 (목요일) |  | 편집 |

| \| 2017년 5월 19일 (금요일) \| \| 편집 \|                                  |  |      |
| 정치 - 이란 대통령 선거에서 하산 로하니 대통령이 승리해 연임에 성공하였다. |  |      |
| 2017년 5월 19일 (금요일)                                                   |  | 편집 |

| 2017년 5월 19일 (금요일) |  | 편집 |

| \| 2017년 5월 20일 (토요일) \| \| 편집 \| |  |      |
| 과학 - 스발바르 국제 종자 저장고가 침수 피해를 입었던 것이 확인되었다. 침수 문제는 지난해 10월 처음 발생했으며, 이와 관련한 시설 보완이 필요한 상황이다. |  |      |
| 2017년 5월 20일 (토요일) |  | 편집 |

| 2017년 5월 20일 (토요일) |  | 편집 |

| \| 2017년 5월 21일 (일요일) \| \| 편집 \| |  |      |
| 정치 - 대한민국의 문재인 대통령이 외교부 장관 후보자에 강경화 전(前) UN 정책특별보좌관을 지명하였다. 군사 - 조선민주주의인민공화국에서 탄도미사일 1발을 발사하였다. 발사지는 평안남도 북창군으로, 미사일은 약 500여 km를 날아 동해상에 추락하였다. 과학 - 네팔 에베레스트의 힐러리 스텝이 완전히 사라진 것이 확인되었다. 원인은 지난 2015년 4월 네팔 지진으로 보인다. |  |      |
| 2017년 5월 21일 (일요일) |  | 편집 |

| 2017년 5월 21일 (일요일) |  | 편집 |

| \| 2017년 5월 22일 (월요일) \| \| 편집 \|                                                                    |  |      |
| 세계 - 영국 맨체스터의 다목적 공연장인 맨체스터 아레나에서 폭탄 테러가 발생해 22명이 숨지고 50여명이 다쳤다. |  |      |
| 2017년 5월 22일 (월요일)                                                                                     |  | 편집 |

| 2017년 5월 22일 (월요일) |  | 편집 |

| \| 2017년 5월 23일 (화요일) \| \| 편집 \| |  |      |
| 군사 - 필리핀의 대통령 로드리고 두테르테가 마라위 전투가 벌어진 민다나오섬에 계엄령을 선포하였다. 경제 - 신용평가기관인 무디스가 중화인민공화국의 신용도를 Aa3에서 A1으로 한단계 내렸다. 이같은 하향 조치는 1989년 천안문사태 이후 28년만이다. 부고 - 잉글랜드의 배우 로저 무어가 스위스에서 89세를 일기로 숨졌다. 로저 무어는 '007 시리즈'의 제임스 본드 역으로 명성을 얻었다. |  |      |
| 2017년 5월 23일 (화요일) |  | 편집 |

| 2017년 5월 23일 (화요일) |  | 편집 |

| \| 2017년 5월 24일 (수요일) \| \| 편집 \| |  |      |
| 경제 - 신용평가기관인 무디스가 홍콩의 신용도를 Aa1에서 Aa2로 한단계 내렸다. 무디스는 전날 신용도가 하향된 중화인민공화국과의 관계를 고려한 결정이라고 밝혔다. |  |      |
| 2017년 5월 24일 (수요일) |  | 편집 |

| 2017년 5월 24일 (수요일) |  | 편집 |

| \| 2017년 5월 25일 (목요일) \| \| 편집 \| |  |      |
|                                           |  |      |
| 2017년 5월 25일 (목요일)                  |  | 편집 |

| 2017년 5월 25일 (목요일) |  | 편집 |

| \| 2017년 5월 26일 (금요일) \| \| 편집 \| |  |      |
| 국제 관계 - 제43회 G7 정상회담이 이탈리아 타오르미나에서 열렸다. 회담은 26일과 27일 이틀에 걸쳐 진행된다. 재해 - 스리랑카에서 폭우로 인한 홍수와 산사태가 발생해, 최소 91명이 숨지고 110명이 실종되었다. |  |      |
| 2017년 5월 26일 (금요일) |  | 편집 |

| 2017년 5월 26일 (금요일) |  | 편집 |

| \| 2017년 5월 27일 (토요일) \| \| 편집 \| |  |      |
| 스포츠 - 아스널 FC가 2017 잉글랜드 FA컵 결승전에서 첼시 FC를 2-1로 꺾고 우승하였다. 통산 13 번째 우승으로, 이는 잉글랜드 FA컵 최다우승 기록이다. 부고 - 미국의 음악가 그레그 올먼이 조지아주 서배너의 자택에서 69세를 일기로 숨졌다. |  |      |
| 2017년 5월 27일 (토요일) |  | 편집 |

| 2017년 5월 27일 (토요일) |  | 편집 |

| \| 2017년 5월 28일 (일요일) \| \| 편집 \| |  |      |
| 과학·기술 - 러시아의 항공기 이르쿠트 MC-21이 시험비행에 성공하였다. 국영 항공기 제조사인 이르쿠트가 제작한 중형여객기인 MC-21은 보잉과 에어버스 등에 대한 의존도를 낮추기 위해 개발되었다. |  |      |
| 2017년 5월 28일 (일요일) |  | 편집 |

| 2017년 5월 28일 (일요일) |  | 편집 |

| \| 2017년 5월 29일 (월요일) \| \| 편집 \| |  |      |
| 자연 재해 - 방글라데시에서 태풍 모라의 상륙을 앞두고, 30여 만명이 대피하였다. 부고 - 파나마의 독재자였던 마누엘 노리에가가 83세를 일기로 숨졌다. |  |      |
| 2017년 5월 29일 (월요일) |  | 편집 |

| 2017년 5월 29일 (월요일) |  | 편집 |

| \| 2017년 5월 30일 (화요일) \| \| 편집 \| |  |      |
| 군사 - 미국의 미사일방어국(MDA)이 가상의 ICBM을 격추하는 요격시험에 성공했다고 발표하였다. 교통 - 영국 런던의 맨체스터 빅토리아 역의 열차 운행이 재개되었다. 지난 5월 22일 맨체스터 아레나 폭탄 테러로 운행을 중단한지 일주일 만이다. |  |      |
| 2017년 5월 30일 (화요일) |  | 편집 |

| 2017년 5월 30일 (화요일) |  | 편집 |

| \| 2017년 5월 31일 (수요일) \| \| 편집 \| |  |      |
| 군사 - 아프가니스탄의 수도 카불의 독일 대사관 인근에서 차량을 이용한 자살 폭탄 테러가 발생하였다. 테러로 인하여 최소 90명이 사망하고, 460여 명이 부상을 입었다. 사회 - 대한민국 서울특별시의 산하 공기업 서울교통공사가 출범하였다. 과거의 서울메트로와 서울특별시 도시철도공사를 통합한 공기업이다. 사고 - 터키 시르나크 주에서 군용 헬리콥터 한 대가 고압 송전선과 충돌 후 추락하여, 탑승하고 있던 군인 13명이 사망하였다. 재해 - 대한민국 담양군을 비롯한 전라남도 일대에 최대 10 cm 크기의 우박이 쏟아져 시설물과 차량 등에 피해를 입혔다. |  |      |
| 2017년 5월 31일 (수요일) |  | 편집 |

| 2017년 5월 31일 (수요일) |  | 편집 |

| <          | 2017년 5월 | 2017년 5월 | 2017년 5월 | 2017년 5월 | 2017년 5월  | >          |
| 일         | 월         | 화         | 수         | 목         | 금          | 토         |
|            | 1 4.6 무자 | 2 7 기축   | 3 8 경인   | 4 9 신묘   | 5 10 임진   | 6 11 계사  |
| 7 12 갑오  | 8 13 을미  | 9 14 병신  | 10 15 정유 | 11 16 무술 | 12 17 기해  | 13 18 경자 |
| 14 19 신축 | 15 20 임인 | 16 21 계묘 | 17 22 갑진 | 18 23 을사 | 19 24 병오  | 20 25 정미 |
| 21 26 무신 | 22 27 기유 | 23 28 경술 | 24 29 신해 | 25 30 임자 | 26 5.1 계축 | 27 2 갑인  |
| 28 3 을묘  | 29 4 병진  | 30 5 정사  | 31 6 무오  |            |             |            |

| - 5월 29일 - 마누엘 노리에가 - 5월 27일 - 그레그 올먼 - 5월 26일 - 즈비그뉴 브레진스키 - 5월 23일 - 로저 무어 - 5월 18일 - 크리스 코넬 - 5월 14일 - 파워스 부스 - 5월 12일 - 마우노 코이비스토 - 5월 9일 - 첸치천 - 5월 9일 - 마이클 파크스 - 5월 4일 - 윌리엄 보멀 - 5월 7일 - 2017년 프랑스 대통령 선거 결선 투표 - 5월 9일 - 대한민국 제19대 대통령 선거 - 5월 19일 - 2017년 이란 대통령 선거 편집하기 |